# Кокуйское сельское поселение
Кокуйское сельское поселение — муниципальное образование в составе Сунского района Кировской области России.
Центр — деревня Кокуй.

## История
Кокуйское сельское поселение образовано 1 января 2006 года согласно Закону Кировской области от 07.12.2004 № 284-ЗО.
27 июля 2007 года Законом Кировской области № 151-ЗО в состав Кокуйского сельского поселения включены населённые пункты Краснопольского, Нестинского и Плельского сельских поселений.

## Население
| 2010  | 2012  | 2013  | 2014  | 2015  | 2016  | 2017  |
| ----- | ----- | ----- | ----- | ----- | ----- | ----- |
| 1745  | ↘1688 | ↗1694 | ↘1646 | ↘1607 | ↘1596 | ↘1552 |
| 2018  | 2019  | 2020  | 2021  |       |       |       |
| ↘1497 | ↘1425 | ↗1426 | ↘1214 |       |       |       |

## Состав
| №  | Населённый пункт | Тип населённого пункта          | Население |
| -- | ---------------- | ------------------------------- | --------- |
| 1  | Кокуй            | деревня, административный центр | 336       |
| 2  | Бабино           | деревня                         | 1         |
| 3  | Большие Туры     | деревня                         | 111       |
| 4  | Вахруши          | деревня                         | 39        |
| 5  | Верхорубы        | деревня                         | 0         |
| 6  | Гребёнки         | деревня                         | 144       |
| 7  | Заимки           | деревня                         | 1         |
| 8  | Каширцы          | деревня                         | 3         |
| 9  | Кокуй 1-й        | деревня                         | 1         |
| 10 | Копырята         | деревня                         | 4         |
| 11 | Краснополье      | деревня                         | 394       |
| 12 | Кузнецы          | деревня                         | 7         |
| 13 | Кушкалово        | деревня                         | 1         |
| 14 | Ляпки            | деревня                         | 34        |
| 15 | Малые Туры       | деревня                         | 0         |
| 16 | Мокровская       | деревня                         | 0         |
| 17 | Нестино          | село                            | 180       |
| 18 | Окуневская       | деревня                         | 19        |
| 19 | Опан             | деревня                         | 39        |
| 20 | Перелаз          | деревня                         | 1         |
| 21 | Плелое           | село                            | 234       |
| 22 | Светлаки         | деревня                         | 94        |
| 23 | Смыки            | деревня                         | 100       |
| 24 | Тараканы         | деревня                         | 0         |
| 25 | Шиврино          | деревня                         | 2         |